# Bergschenhoek
Bergschenhoek é uma aldeia e antigo município dos Países Baixos, na província da Holanda do Sul. Bergschenhoek pertence ao município de Lansingerland e está situada a 10 km ao norte de Roterdã.
A área de Bergschenhoek, que também inclui as partes periféricas da cidade, bem como a zona rural circundante, tem uma população estimada em 16 634 habitantes.